# Hello, Goodbye
«Hello, Goodbye» (с англ. — «Привет, прощай»; рабочее название — «Hello Hello») — песня английской рок-группы The Beatles, написанная Полом Маккартни и Джоном Ленноном. Песня была выпущена синглом в ноябре 1967 года, и возглавила музыкальные чарты в США, Великобритании и Норвегии. Композиция также занимала вторые позиции в Швейцарии и Австрии.

## История создания
Хотя композиторами песни значатся Пол Маккартни и Джон Леннон, песня своим существованием полностью обязана Полу Маккартни. В апреле 1967 года Алистер Тейлор, работавший ассистентом менеджера «The Beatles» Брайана Эпстайна, поинтересовался у Маккартни процессом написания его песен. Маккартни в свою очередь привёл Тейлора к себе в гостиную и попросил кричать ему все противоположное, несмотря на то, что он будет петь: чёрное — белое, да — нет, стоять — идти, привет и прощай. Тогда, в период после завершения работы над альбомом «Sgt. Pepper's Lonely Hearts Club Band», «Битлз» обычно использовали случайность и простоту как часть творческого процесса, поэтому эта словесная игра стала идеей новой песни. Позже Алистер говорил: «Мне хотелось бы знать, действительно ли он сочинил мелодию песни на ходу, или она уже вертелась у него в голове».
«Hello, Goodbye», вероятно, была закончена слишком поздно, чтобы попасть в фильм «Волшебное таинственное путешествие», хотя она была вставлена в финальные титры.
Однако, среди биографов «The Beatles» существуют разные представления о дате написания песни, от июня до сентября 1967. Иен Макдональд датирует композицию концом сентября 1967 года,  в то время как Боб Шпиц говорит, что она была написана как раз к июньской международной телевизионной трансляции «Наш мир». По словам Спитца, Маккартни предложил «Hello, Goodbye» в качестве вклада «The Beatles» в этот телемост, но эта честь досталась Джону Леннону и его песне «All You Need Is Love». Если же песня была действительно написана после съёмок фильма (после 25 сентября), то дата её написания была в период 25-30 сентября 1967 года.

## Запись
Первая запись началась 2 октября. Базовая дорожка была записана за 14 дублей и включала фортепиано, барабаны, орган и бубен, у этой записи было рабочее название Hello Hello. Дубль 14 был признан лучшим, и на него были наложены маракасы, бонги и бубен. Прежде чем сессия была окончена, были сделаны два промежуточных микса для дальнейших наложений. Эти миксы были пронумерованы 15 и 16, последний из них использовался для последующей записи. Все инструменты в нём были на первой дорожке плёнки..
Второй сеанс записи состоялся 19 октября. В это время песня была известна под своим рабочим названием. Две партии лид-гитары были наложены на вторую дорожку 16-го дубля, а третья и четвёртая были заполнены лид- и бэк-вокалом. Также к четвёртой дорожке были добавлены хлопки и вокал "Hela, heba, heloa" в коде. Сессия закончилась промежуточным миксом, чтобы освободить место для дальнейших наложений, объединив дорожки три и четыре. Этот микс стал известен как дубль 17.
Далее, 20 октября, альтисты Кен Эссекс и Бирнбаум были заказаны на время с 20:00 до 23:00, но сессия вышла за эти пределы, и они получили двойную плату. Также во время этой сессии Маккартни стёр гитарное соло и заменил его строкой "Why why why why why why do you say goodbye, goodbye?", которая была обработана тяжёлым эхом.
Запись продолжилась 25 октября. Были сделаны промежуточный микс, прежде чем были добавлены наложения. Потребовалось четыре попытки, чтобы создать удовлетворительный микс; они были пронумерованы 18-21. Пол МакКартни затем добавил партию бас-гитары на дубль 21.
Последние штрихи к записи были сделаны 1 и 2 ноября. Было принято решение добавить дополнительную бас-гитару на что потребовало четвёртого промежуточного микса. Понадобилось четыре попытки, пронумерованные как дубли 22-25. Согласно записям в журнале, эти миксы были для "частей два и три" песни, предполагая, что позже будет сделана склейка, но никаких доказательств такого действия не существует. Второе басовое наложение было сделано на следующий день – 2 ноября 1967 года.

## Промо-клип
10 ноября 1967 года, группа сняла промо видео для своего предстоящего сингла Hello, Goodbye в лондонском Saville Theatre. Они пели песню под фонограмму на сцене без присутствия зрителей. NEMS Enterprises, несмотря на недавнюю смерть Брайана Эпстайна, на тот момент всё ещё арендовала театр. Пол Маккартни был режиссёром трёх промо клипов, каждый из которых был снят с использованием различных костюмов. Для первого The Beatles были в своей униформе сержанта Пеппера на фоне психоделических декораций. Клип перемежался вставками, где группа в своих костюмах 1963 года без воротников машет рукой, а в финале танцевали несколько девушек в гавайских костюмах. Во втором клипе были в своей обычной (на 1967 год, по крайней мере) одежде, и снова в конце появились танцующие девушки. Третий был сделан из ауттейков первых двух клипов, плюс видео танцующих твист The Beatles.
Ролики эти не были показаны телеканалом Би-Би-Си в связи со строгими ограничениями Музыкального союза, но так как в США таких запретов не было, фильм был показан на шоу Эда Салливана 26 ноября.

## Выпуск
«Hello, Goodbye» была выпущена как сингл в ноябре 1967 года. В США песня была включена в альбом Magical Mystery Tour, выпущенный через три дня после выхода сингла, но в английском издании альбома песня отсутствовала; она вышла лишь в специальном сборнике The Beatles 1967—1970, выпущенном в 1973 году.
Выпустив песню, Маккартни дал объяснение песни для Disc:
Ответ на все вопросы прост. Эта песня про все и ничего. Если у вас есть чёрное, у вас должно быть и белое. Это удивительная песня про жизнь.
В США Capitol Records пропустил в названии на обложке сингла запятую, как и партнеры EMI в других странах.

## Участники
- Пол Маккартни — вокал, бас, пианино, бонго, конга
- Джон Леннон — бэк-вокал, соло-гитара, орган
- Джордж Харрисон — бэк-вокал, соло-гитара
- Ринго Старр — ударные, маракасы, тамбурин
- Кеннет Эссекс — скрипка
- Лео Бирнбаум — скрипка
- Джордж Мартин — продюсер
- Кен Скотт — звукоинженер